# Urrugne
Urrugne (Urruña in basco) è un comune francese di 8 659 abitanti situato nel dipartimento dei Pirenei Atlantici nella regione della Nuova Aquitania.

## Società

### Evoluzione demografica
Abitanti censiti